# 1107

## Родени
- Хайнрих II Язомиргот, 1-ви херцог на Австрия († 1177 г.)

## Починали
- 8 януари – Едгар I, шотландски крал